# Дэр, Вирджиния
Вирджи́ния Дэр (англ. Virginia Dare; 18 августа 1587, Роанок — ?) — первый английский ребёнок, родившийся в Новом Свете[≡]. Родители Вирджинии Ананияс и Элеонора были одними из группы численностью 121 человек, уплывшей в Северную Америку для основания там английской колонии Роанок. Лидером группы был Джон Уайт, дед Вирджинии. Сразу после рождения внучки он вернулся в Англию за продовольствием, а когда вновь приплыл в Америку через 3 года, то нашёл колонию опустевшей. Учёными до сих пор не было найдено объяснение этому исчезновению, хотя было выдвинуто множество предположений и теорий.
С годами Дэр стала фольклорным персонажем в США, а история её жизни и исчезновения легла в основу сюжетов американских книг и фильмов. В ранних адаптациях создатели как правило придерживались распространённого в прошлом мнения, что Вирджиния и другие колонисты были убиты или порабощены индейцами из племени кроатоан. С ростом популярности фантастики история колонии стала основой для произведений подобного жанра, где исчезновение связывается с появлением НЛО или магией индейцев.
Вирджиния не была первым «не индейским» ребёнком в Северной Америке и Новом Свете в общем. Таковым считается Снорри Торфиннссон, сын Торфинна Карлсефни, появившийся на свет в Винланде ещё между 1004 и 1013 годами.

## Рождение

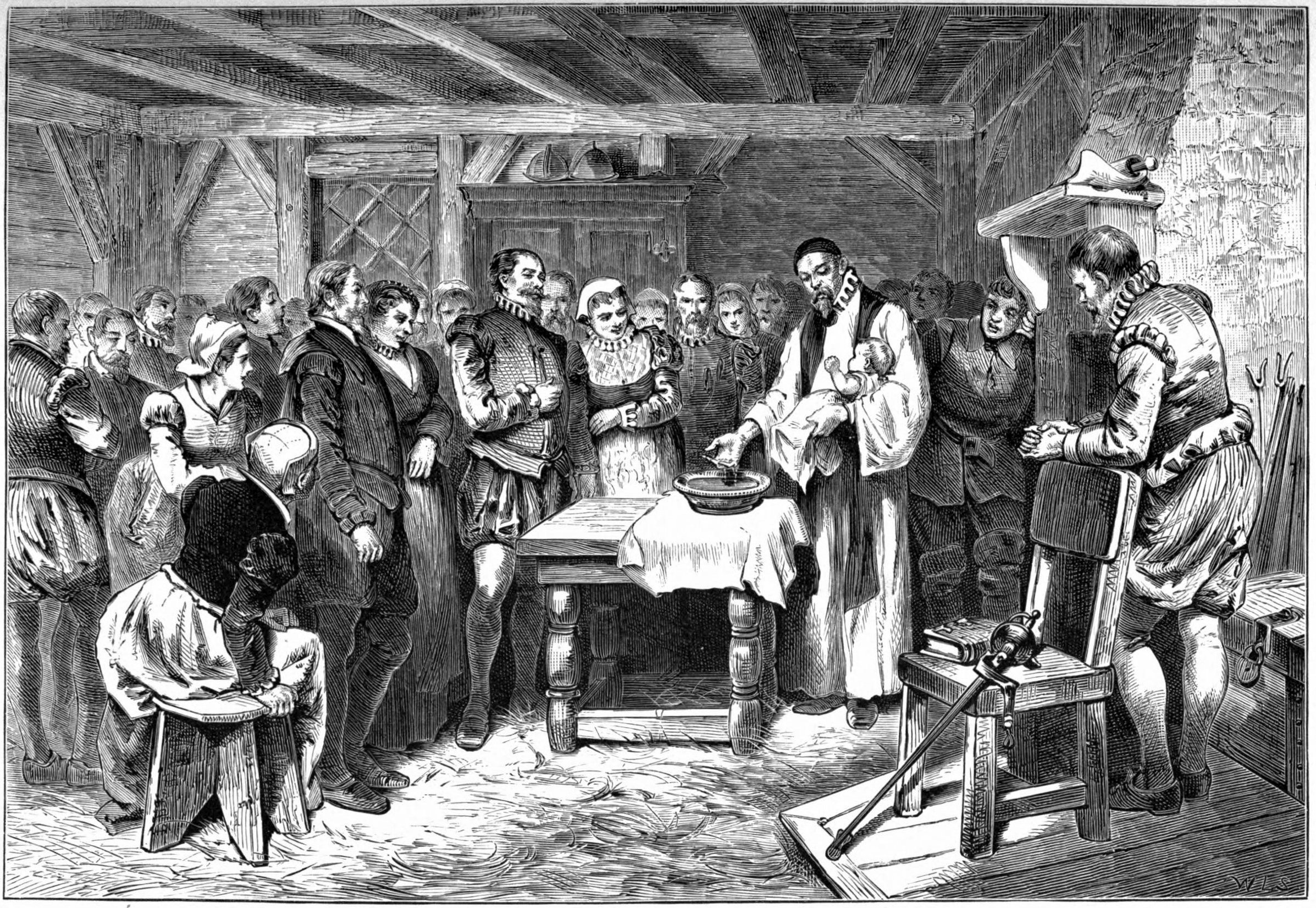
Крещение Вирджинии Дэр, иллюстрация 1876 года.

Отец Вирджинии Ананияс был лондонским каменщиком. Он женился на Элеоноре Уайт, дочери мореплавателя и художника Джона Уайта. Историк Ли Миллер в своей книге Roanoke: Solving the Mystery of the Lost Colony высказала предположение, что супружеская пара, как и другие колонисты, хотела покинуть Англию по религиозным причинам и потому решилась отправиться в плавание несмотря на то, что Элеонора находилась на последних месяцах беременности.
Англичане достигли берегов Северной Америки 22 июля 1587 года. Они не были первыми колонистами: до них в 1585 году в Роанок уже приплыла команда из около сотни мужчин, впоследствии из-за недостатка продовольствия вернувшаяся в Англию. В Америке остались лишь 15 из них. Вторая группа колонистов, в которую входили и Дэры, не смогла обнаружить их, как и каких-либо следов их пребывания, кроме одного скелета.
Местность, в которой поселились колонисты, назвали Вирджинией («девственной»). Элеонора родила 18 августа 1587 года. Девочку назвали Вирджинией, так как она была первым английским ребёнком, родившимся в одноимённой местности[≡].

## Исчезновение

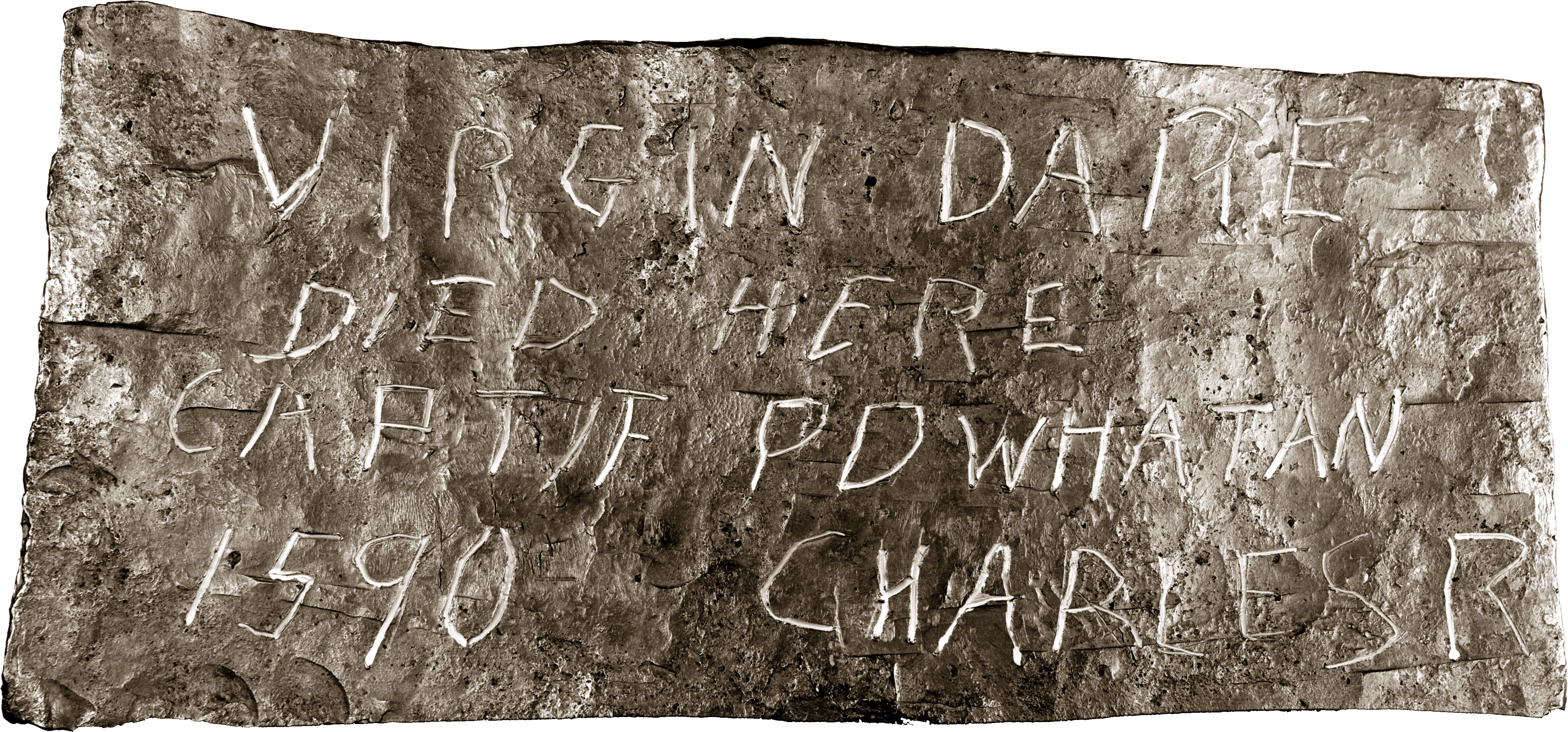
Одни из камней, якобы найденных в Северной Каролине. На нём написано, что Вирджиния погибла в 1590 году.

О жизни Вирджинии в колонии известно крайне мало, так как её дед уплыл за продовольствием в Англию практически сразу после её рождения. Из-за того что большинство судов использовалось для сопротивления испанскому флоту «Непобедимая армада», Уайту удалось вернуться в Новый Свет лишь через три года. Он приплыл в Америку 18 августа 1590 года, на трёхлетие внучки, и обнаружил, что колония опустела.
Единственной зацепкой, могущей пролить свет на исчезновение, оказалась надпись Сro на дереве. Изображение креста, по договорённости означающее опасность, при этом отсутствовало. Кроатоан — это индейское племя, проживавшее рядом с колонией на одноимённом острове (сейчас остров носит название Хаттерас). Из этого Уайт сделал вывод, что колонисты решили переселиться на названный остров. Однако на море разразился шторм, и Уайт не смог добраться до Кроатоана, после чего был вынужден вернуться в Англию.
Историками было выдвинуто множество предположений относительно исчезновения колонистов. Так, существует версия, что кроатоан постепенно стали всё более враждебно относиться к выходцам из Англии и в итоге убили их. Другие предполагают, что колонисты были убиты или вывезены испанцами либо сами решили вернуться в Старый Свет и затонули. Также есть предположение, что колонисты вступили в контакт с коренным населением и ассимилировались с ним, из-за чего и не были найдены путешественниками в дальнейшем.
В 1937 году на территории бывшего Роанока (ныне штат США Северная Каролина) были якобы найдены камни с надписями, документирующими жизнь колонии. Согласно одной из таких надписей, Вирджиния была порабощена коренными американцами из племени поухатаны и умерла в 1590 году, то есть в возрасте двух-трёх лет. Мнения историков относительно этой находки разделились: хотя некоторые посчитали, что камни подлинны, большинство учёных сошлись на том, что это фальсификация.

## Память

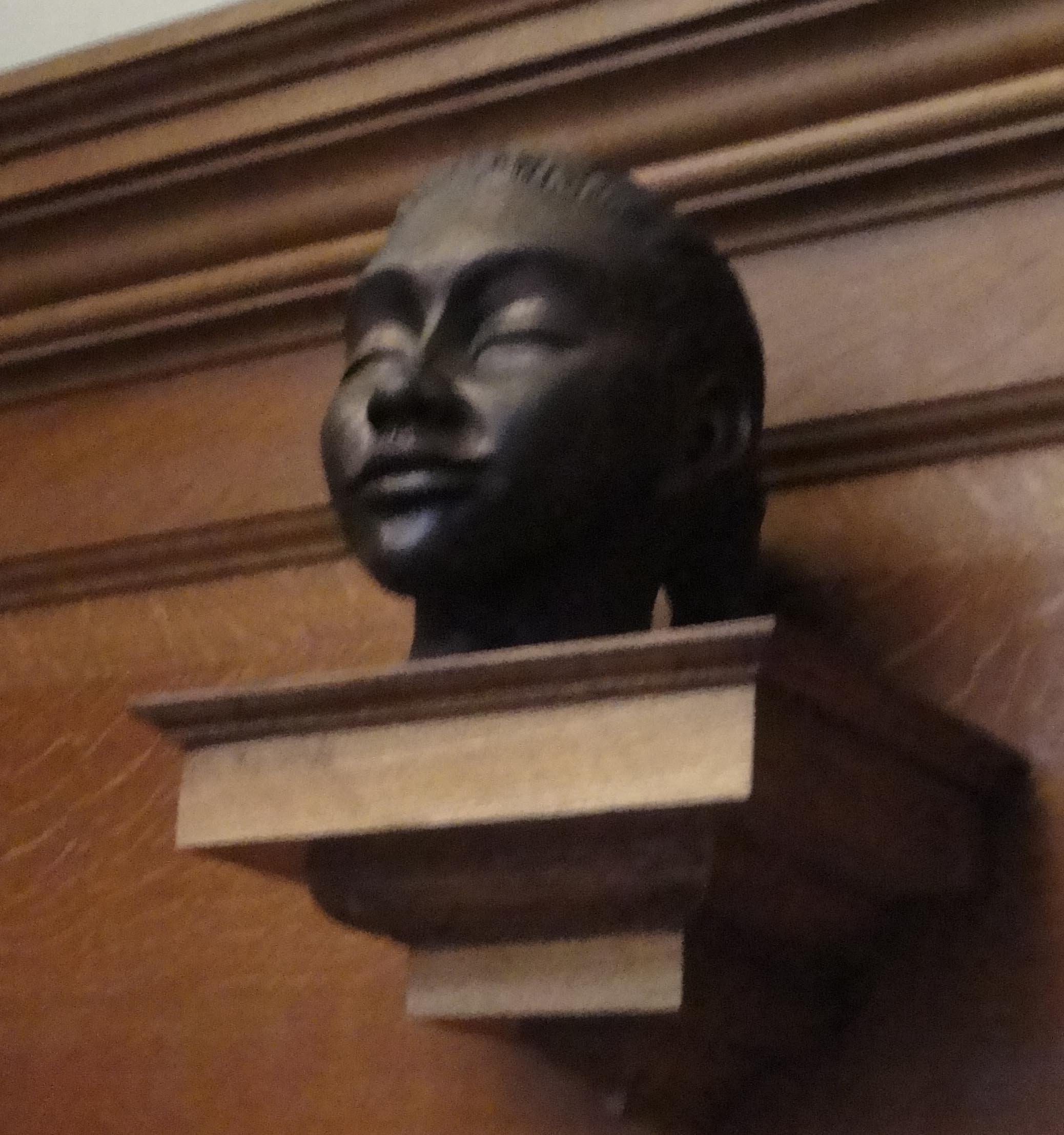
Мемориал Вирджинии в церкви, где обвенчались её родители

В США Вирджиния стала фольклорным персонажем. В статье 2000 года журналист Роналд Паттерсон отметил, что для многих жителей Северной Каролины Вирджиния стала символом невинности, чистоты и храбрости. Её образ использовался деятелями феминизма. В то же время для американских расистов имя Вирджинии стало символизировать превосходство белой расы. Так, в 1920 году при обсуждении в Северной Каролине возможности предоставления избирательного права чернокожим противоборствующая этому группа заявила: «Мы должны сохранить Северную Каролину белой ради Вирджинии Дэр». Именем Вирджинии назван крайне правый националистический сайт VDARE, выступающий против иммиграции в США.
В 1937 году в честь 350-летия со дня рождения Вирджинии в США была выпущена марка, посвящённая её памяти. В лондонской церкви, где обвенчались родители Вирджинии, установлен её бронзовый бюст. Также памятник Вирджинии установлен на острове Роанок.
В Северной Каролине многие места и населённые пункты названы в честь Вирджинии. К ним относится округ Дэр. Она часто рассматривается как своеобразная «достопримечательность», привлекающая туристов.

### В культуре
Образ Вирджинии Дэр нашёл отклик в литературе. В 1840 году вышла книга Virginia Dare, or the Colony of Roanoke писательницы Корнелии Тутхилл, где Вирджиния была ведущим персонажем. В романе Шеклефорда Virginia Dare: A Romance of the Sixteenth Century Дэр стала жить вместе с индейцами и дружила с Покахонтас. В 1901 году Салли Коттен написала на основе жизни Дэр сказочную историю The White Doe: The Fate of Virginia Dare. В этой книге в Вирджинию влюбляется индейский шаман, но она отклоняет его предложение о свадьбе. Тогда маг превращает её в оленя. Индейский воин, в которого она влюблена, не зная об этом, выстреливает в неё. Перед смертью к Вирджинии на несколько минут возвращается человеческий облик. Эта история впоследствии прижилась в американском фольклоре.
В романе 1930 года The Daughter of the Blood Вирджиния оказалась в любовном треугольнике с Покахонтас и Джоном Смитом.
История колонии была положена в основу нескольких фантастических романов. В романе Филипа Хосе Фармера «Дэр» Вирджиния и другие колонисты были похищены инопланетянами и доставлены на планету Дэр. Вирджиния появляется в серии романов Kingdom of the Serpent писателя Марка Чадборна, где она была похищена вместе с другими колонистами и оставлена в стране всех мифов и легенд. Кроме того, Дэр является персонажем фантастического романа The Briar King Грегори Киза. Мотив Вирджинии, перевоплощающейся в животных, был использован Нилом Гейманом в серии комиксов Marvel 1602, где она выступает одним из ведущих персонажей наряду с супергероями франшизы, существующими в этой альтернативной реальности в XVII веке.
В фильме ужасов 2007 года «Исчезнувшая колония» представлена фантастическая версия исчезновения колонистов. По сюжету, Вирджиния была единственной выжившей из них.